# トリアムウドムスックサーパタナカーン高等学校
トリアムウドムスックサーパタナカーン高等学校（タイ語：โรงเรียนเตรียมอุดมศึกษาพัฒนาการ、英語：Triam Udom Suksa Pattanakarn School）は、タイ王国のバンコクに所在する高等学校である。旧称はトリアムウドムスックサー第二高等学校（タイ語：โรงเรียนเตรียมอุดมศึกษา 2）。

## トリアムウドムスックサーパタナカーン高等学校グループ

### バンコク
- トリアムウドムスックサーパタナカーン ラチャダー高等学校（フワイクワーン区）
- トリアムウドムスックサーパタナカーン スワンナプーム高等学校（プラウェート区）
- トリアムウドムスックサーパタナカーン ヤーンナーウェート高等学校（サートーン区）